# Uroš Milovanović
Uroš Milovanović (in serbo Урош Миловановић?; Duisburg, 18 ottobre 2000) è un calciatore serbo, attaccante del Chaves.

## Carriera

### Club
Cresciuto nel settore giovanile dell'OFK Belgrado, debutta in prima squadra il 17 maggio 2017 in occasione dell'incontro di Prva Liga Srbija pareggiato 2-2 contro il Proleter Novi Sad. Dopo il passaggio in Spagna, nel 2022, allo Sporting Gijón, e due prestiti non esaltanti al TSC Bačka Topola e al Vizela, il 30 luglio 2025 firma un contratto biennale per il Chaves.

### Nazionale
Ha giocato nella nazionale serba Under-21.